# Demony w ogrodzie
Demony w ogrodzie (hiszp. Demonios en el jardín) – hiszpański dramat filmowy z 1982 roku w reżyserii Manuela Gutiérreza Aragóna.
Premiera filmu miała miejsce w konkursie głównym na MFF w San Sebastián, gdzie obraz zdobył Złotą Muszlę i Nagrodę FIPRESCI.

## Fabuła
Kronika dziejów trzech pokoleń dysfunkcyjnej rodziny z hiszpańskiej prowincji, żyjącej w latach 40. i 50. XX w., czyli w początkowej fazie dyktatury generała Franco. Głową rodziny jest Gloria, właścicielka dobrze prosperującego sklepu spożywczego o nazwie "El jardín". Ma ona dwóch synów, którzy nie za bardzo dogadują się ze sobą: pomagającego jej w interesach Óscara oraz młodszego, przystojnego i mniej odpowiedzialnego Juana. Gdy Óscar żeni się z Aną, Gloria wydaje z tej okazji wystawne przyjęcie. Podczas imprezy dochodzi jednakże do poważnego sporu pomiędzy braćmi, co powoduje, że Juan decyduje się wyjechać za pracą do Madrytu, by służyć nowej władzy. Za sobą zostawia również kuzynkę Ángelę, będącą w ciąży z jego synem. Po dziesięciu latach obserwujemy jak sytuacja rodzinna bohaterów ulega dramatycznym zmianom.

## Obsada
- Ángela Molina – Ángela
- Ana Belén – Ana
- Imanol Arias – Juan
- Eusebio Lázaro – Óscar
- Encarna Paso – Doña Gloria
- Álvaro Sánchez Prieto – Juanito[4]

## Produkcja
Zdjęcia kręcono w Madrycie.